# Nachscholim
Nachscholim (hebräisch נַחְשׁוֹלִים ‚Flutwellen‘) ist ein Kibbuz an der Karmelküste in Nordisrael mit 668 Einwohnern (Stand 2018). Er wurde 1948, unmittelbar nach dem israelischen Unabhängigkeitskrieg, zum Teil auf dem Land des entvölkerten palästinensischen Ortes Tantura gegründet, dessen Einwohner vertrieben bzw. getötet worden waren. Wegen der Lage am Meer ist der Tourismus ein wichtiger Erwerbszweig von Nachscholim.

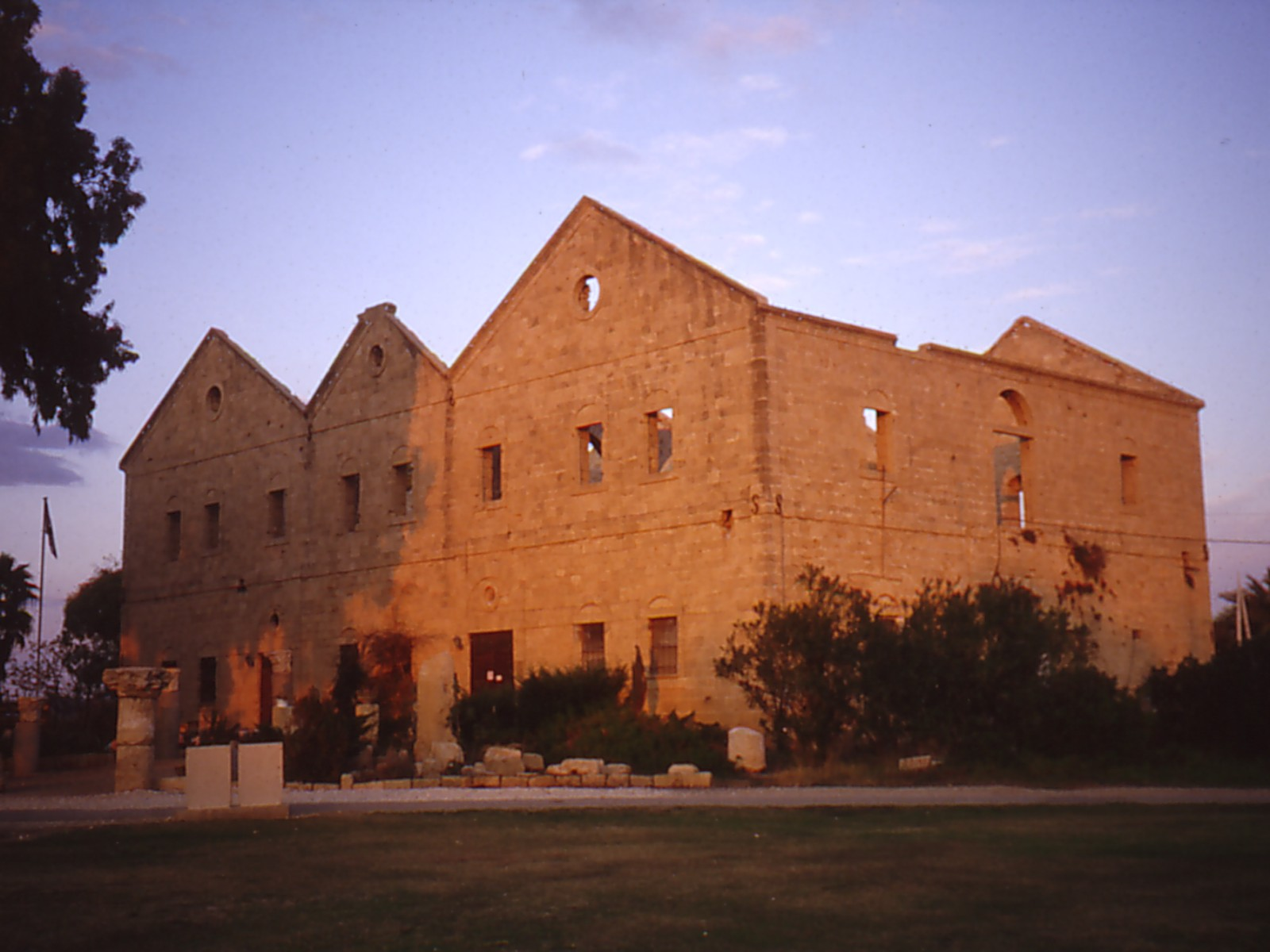
Ehemalige Glasfabrik im Kibbuz Nachscholim

Das markanteste Bauwerk ist die ehemalige Glasfabrik des Barons Edmond de Rothschild, der hier Flaschen für seine Weinkellerei im nahen Zichron Ja’akow herstellen ließ. Das Gebäude wurde bald wieder aufgegeben und verfiel. Heute beherbergen die stehengebliebenen Außenmauern ein Museum mit Funden von der Ausgrabungsstätte Tel Dor, die sich unmittelbar nördlich an den Kibbuz anschließt. Auch verschiedene Gegenstände, die von Unterwasserarchäologen vor der Küste gefunden wurden, werden ausgestellt.